# Lévignen
 Lévignen  es una población y comuna francesa, en la región de Picardía, departamento de Oise, en el distrito de Senlis y cantón de Betz.

## Demografía
| 353 | 358 | 413 | 641 | 652 | 770 |
| Para los censos de 1962 a 1999 la población legal corresponde a la población sin duplicidades (Fuente: INSEE [Consultar]) |     |     |     |     |     |